# Csesznek
Csesznek là một thị trấn thuộc hạt Veszprém, Hungary. Thị trấn này có diện tích 24,2 km², dân số năm 2010 là 523 người, mật độ 22 người/km².